# Choi Myung-gil
Choi Myung-gil (sinh ngày 15 tháng 10 năm 1962) là một nữ diễn viên người Hàn Quốc. Choi đã nhận được nhiều giải thưởng Nữ diễn viên xuất sắc nhất cho vai diễn của cô trong vai một bà chủ thuê cửa hàng sách truyện tranh như một nơi tạm trú qua đêm trong bộ phim năm 1994 Rosy Life (còn gọi là La Vie en Rose). Cô cũng đóng vai chính trong nhiều bộ phim truyền hình, đặc biệt là Marriage (1993), Tears of the Dragon (1996), Empress Myeongseong (2001) và Again, My Love (2009).
Cô kết hôn với chính trị gia và nhà lập pháp Kim Han-gil, là Chủ tịch Đảng Dân chủ và đồng Chủ tịch Đảng Minjoo. Đôi vợ chồng cô có hai con trai.

## Phim tham gia

### Phim điện ảnh
| Năm  | Phim                        | Tên tiếng Hàn | Vai                |
| ---- | --------------------------- | ------------- | ------------------ |
| 1983 | A Story About Lovers        |               |                    |
| 1986 | Milky Way in Blue Sky       |               |                    |
| 1986 | With Her Eyes and Body      |               | Yang Jin-hee       |
| 1986 | Night Fairy                 |               |                    |
| 1987 | Pillar of Mist              |               | "I"                |
| 1989 | Honeymoon                   |               |                    |
| 1990 | The Lovers of Woomook-baemi |               | Min Gong-rye       |
| 1994 | Rosy Life                   |               | Madam              |
| 2011 | Sunny                       |               | Past photo (cameo) |

### Phim truyền hình
| Năm  | Phim                                                      | Vai diễn                                         | Đài  |
| ---- | --------------------------------------------------------- | ------------------------------------------------ | ---- |
| 1981 | Angry Eyes                                                |                                                  | MBC  |
| 1982 | Friend, Friend                                            |                                                  | MBC  |
| 1982 | Linger                                                    |                                                  | MBC  |
| 1983 | 500 Years of Joseon:The King of Chudong Palace            | Daughter of Goryeoroyalty                        | MBC  |
| 1983 | Sunflower in Winter                                       |                                                  | MBC  |
| 1984 | MBC Bestseller Theater"Looking for a Woman"               | Mi-yeon                                          | MBC  |
| 1984 | 500 Years of Joseon:The Ume Tree in the Midst of the Snow | Queen Jeonghyeon                                 | MBC  |
| 1985 | The Season of Men                                         | Park Mi-ran                                      | MBC  |
| 1985 | 500 Years of Joseon: The Wind Orchid                      | Queen Jeonghyeon                                 | MBC  |
| 1986 | Drama Game                                                |                                                  | KBS2 |
| 1987 | The Face of a City                                        | Lee Jung-hwa                                     | MBC  |
| 1988 | Three Women                                               | Lee Min-ja                                       | MBC  |
| 1988 | 500 Years of Joseon:Memoirs of Lady Hyegyeong             | Lady Hyegyeong                                   | MBC  |
| 1990 | That Woman                                                | Han Jae-sook                                     | MBC  |
| 1991 | Another's Happiness                                       | Cha Moon-young                                   | MBC  |
| 1991 | Windmills of Love                                         |                                                  | SBS  |
| 1992 | The Chemistry Is Right                                    | Seo Hyun-ja                                      | SBS  |
| 1992 | Reunion                                                   | Ji-hye                                           | SBS  |
| 1993 | Marriage                                                  | Na Ji-young                                      | SBS  |
| 1993 | Theme Series "Father"                                     |                                                  | SBS  |
| 1993 | Friday's Woman"Woman on the Edge of the Cliff"            |                                                  | KBS2 |
| 1994 | There Is No Love                                          | Han So-jin                                       | SBS  |
| 1996 | TV Literature"Lost in the Supermarket"                    | Kim Sun-young                                    | KBS1 |
| 1996 | Tears of the Dragon                                       | Queen Wongyeong                                  | KBS1 |
| 2000 | Foolish Princes                                           | Kim Young-sook                                   | MBC  |
| 2000 | Gibbs' Family                                             |                                                  | MBC  |
| 2001 | Empress Myeongseong                                       | Empress Myeongseong (episodes 82-124)            | KBS2 |
| 2003 | South of the Sun                                          | Jung Yeon-hee                                    | SBS  |
| 2005 | Woman Above Flowers                                       | Kim Jung-ah                                      | SBS  |
| 2007 | By My Side                                                | Jang Seon-hee                                    | MBC  |
| 2008 | The Great King, Sejong                                    | Queen Wongyeong                                  | KBS2 |
| 2009 | Again , my love                                           | Han Myung-in                                     | KBS2 |
| 2009 | Invincible Lee Pyung Kang                                 | Je Hwang-hu ("Queen Je-mun")                     | KBS2 |
| 2010 | The King of Legend                                        | Haebi Haesosul, King Biryu's first queen consort | KBS1 |
| 2010 | Stormy Lovers                                             | Seo Yoon-hee                                     | MBC  |
| 2011 | Miss Ripley                                               | Lee Hwa                                          | MBC  |
| 2011 | Glory Jane                                                | Park Gun-ja                                      | KBS2 |
| 2013 | Hôn nhân vàng                                             | Yoon Shim-deok                                   | MBC  |
| 2013 | Cưới em ,anh dám không!                                   | Na Mi-rae's future self                          | KBS2 |
| 2014 | Đối đầu                                                   | Yoon Ji-sook                                     | SBS  |
| 2015 | Hạnh phúc là nhà                                          | Han Sun-hee                                      | KBS2 |
| 2015 | Nhà tôi là nhất                                           | Bae Gook Hee                                     | KBS1 |
| 2016 | Trò đùa số phận                                           | Eun Young-ae                                     | SBS  |
| 2016 | Đoàn tùy tùng                                             | Kang Ok-ja                                       | tvN  |
| 2018 | Sự trả thù ngọt ngào                                      | Geum Young-sook                                  | KBS2 |
| 2019 | Con gái xinh đẹp của mẹ                                   | Jeon In Sook                                     | KBS2 |
| 2020 | Sự trả thù hoàn hảo                                       | Carrie Jung                                      | KBS2 |
| 2020 | Gửi Anh, Người Từng Yêu                                   | Kim Sun-Hee                                      | KBS2 |
| 2021 | Đôi giày đỏ                                               | Min Hee Kyung                                    | KBS2 |
| 2023 | Phu nhân Durian                                           | Baek Do Yi                                       | tvN  |

## Giải thưởng và đề cử
| Năm  | Giải thưởng                                    | Hạng mục                                         | Phim                                      | Kết quả     |
| ---- | ---------------------------------------------- | ------------------------------------------------ | ----------------------------------------- | ----------- |
| 1985 | 21st Baeksang Arts Awards                      | Best New Actress (TV)                            | Looking for a Woman                       | Chiến thắng |
| 1985 | MBC Drama Awards                               | Excellence Award, Actress                        | The Ume Tree in the Midst of the Snow     | Chiến thắng |
| 1986 | 25th Grand Bell Awards                         | Best Actress                                     | Pillar of Mist                            | Chiến thắng |
| 1990 | MBC Drama Awards                               | Top Excellence Award, Actress                    | That Woman                                | Chiến thắng |
| 1990 | 28th Grand Bell Awards                         | Best Actress                                     | The Lovers of Woomook-baemi               | Đề cử       |
| 1990 | 11th Blue Dragon Film Awards                   | Best Actress                                     | The Lovers of Woomook-baemi               | Đề cử       |
| 1994 | 16th Three Continents Festival                 | Best Actress                                     | Rosy Life                                 | Chiến thắng |
| 1994 | 15th Blue Dragon Film Awards                   | Best Actress                                     | Rosy Life                                 | Chiến thắng |
| 1994 | 5th Chunsa Film Art Awards                     | Special Jury Prize                               | Rosy Life                                 | Chiến thắng |
| 1994 | SBS Drama Awards                               | Grand Prize (Daesang)                            | Marriage                                  | Chiến thắng |
| 1995 | Korea Broadcasting Awards                      | Excellence Award, Actress                        | Marriage                                  | Chiến thắng |
| 1995 | 31st Baeksang Arts Awards                      | Best Actress                                     | Rosy Life                                 | Chiến thắng |
| 1995 | 15th Korean Association of Film Critics Awards | Best Actress                                     | Rosy Life                                 | Chiến thắng |
| 1995 | 33rd Grand Bell Awards                         | Best Actress                                     | Rosy Life                                 | Đề cử       |
| 1997 | 10th Grimae Awards                             | Best Actress                                     | Tears of the Dragon                       | Chiến thắng |
| 1997 | KBS Drama Awards                               | Top Excellence Award, Actress                    | Tears of the Dragon                       | Chiến thắng |
| 2002 | KBS Drama Awards                               | Top Excellence Award, Actress                    | Empress Myeongseong                       | Chiến thắng |
| 2003 | SBS Drama Awards                               | Top Excellence Award, Actress                    | South of the Sun                          | Đề cử       |
| 2003 | SBS Drama Awards                               | Excellence Award, Actress in a Serial Drama      | South of the Sun                          | Chiến thắng |
| 2003 | SBS Drama Awards                               | Top 10 Stars                                     | South of the Sun                          | Chiến thắng |
| 2007 | MBC Drama Awards                               | Golden Acting Award, Actress in a Serial Drama   | By My Side                                | Chiến thắng |
| 2008 | KBS Drama Awards                               | Top Excellence Award, Actress                    | King Sejong the Great                     | Đề cử       |
| 2009 | KBS Drama Awards                               | Top Excellence Award, Actress                    | Again, My Love, Invincible Lee Pyung Kang | Đề cử       |
| 2009 | KBS Drama Awards                               | Excellence Award, Actress in a Mid-length Drama  | Again, My Love                            | Đề cử       |
| 2013 | MBC Drama Awards                               | Golden Acting Award, Actress                     | Pots of Gold                              | Đề cử       |
| 2015 | SBS Drama Awards                               | Top Excellence Award, Actress in a Drama Special | Punch                                     | Chiến thắng |